# Guarema
Guarema, também conhecido como Residencial Guarema, é um bairro da cidade brasileira de Goiânia, localizado na região norte do município.
O bairro localiza-se à margem direita da Avenida Perimetral Norte e limita-se com bairros como Granja Cruzeiro do Sul e Sevene. Em suas imediações, localiza-se o Córrego Caveirinha que, segundo estudos acadêmicos, recebe forte impacto por conta dos bairros próximos a ele.
Segundo dados do Instituto Brasileiro de Geografia e Estatística (IBGE), divulgados pela prefeitura, no Censo 2010 a população do Guarema era de 269 pessoas.